# Pavel Svojanovský
Pavel Svojanovský (ur. 12 sierpnia 1943 w Otrokovicach, zm. 31 marca 2024 w powiecie Havlíčkův Brod) – czeski wioślarz reprezentujący Czechosłowację, dwukrotny medalista olimpijski i brązowy medalista mistrzostw świata.

## Kariera
Wystąpił na igrzyskach olimpijskich w Meksyku w 1968, gdzie zajął piąte miejsce w ósemkach. Na rozgrywanych cztery lata później igrzyskach olimpijskich w Monachium startował w dwójkach ze sternikiem. Osada Czechosłowacji w składzie: Oldřich Svojanovský (jego młodszy brat), Pavel Svojanovský i Vladimír Petříček (sternik) zdobyła srebrny medal, plasując się 2,32 sekundy za osadą NRD i o 1,79 sekundy przed Rumunią. Brał też udział w igrzyskach olimpijskich w Montrealu w 1976, razem z bratem i sternikiem Ludvíkiem Vébrem zajmując trzecie miejsce. W finale o 3,29 sekundy wyprzedziła ich osada NRD, a o 1,46 sekundy szybsza była osada ZSRR.
Razem z Oldřichem Svojanovským i Vladimírem Petříčkiem zajął także trzecie miejsce w dwójkach ze sternikiem na mistrzostwach świata w Lucernie (1974).
W tej samej konkurencji zdobył również złoty medal na mistrzostwach Europy w Klagenfurcie (1969) i srebrny na mistrzostwach Europy w Kopenhadze (1971).
W młodości uprawiał biegi narciarskie, jednak po tym jak nie dostał się do reprezentacji Czechosłowacji przerzucił się na wioślarstwo. Po zakończeniu kariery w 1978 pracował w państwowym przedsiębiorstwie zajmującym się sprzedażą samochodów, następnie pracował w firmie ubezpieczeniowej. Był członkiem Czeskiego Klubu Olimpijczyków.
Pod koniec marca 2024 Svojanovský miał wręczyć nagrody dla najlepszych zawodników Biegu Jarmili Kratochvílovej. Svojanovský spadł z podium, na którym stali zawodnicy i uderzył się w głowę, co wywołało krwawienie. Na miejscu nie było karetki pogotowia, która pojawiła się dopiero po kilku minutach. Przewieziono go do szpitala, jednak Svojanovský zmarł wkrótce potem.